# Калохори (Иматија)
Калохори (грч. Καλοχώρι) је насељено место у општини Александрија у периферији Средишња Македонија, Грчка. Према попису из 2021. године било је 197 становника.
Насеље је подигнуто после 1928. године када су насељене грчке избегличке породице, којих је на попису из 1940. године било 271. Село се раније звало Нови Скилици.